# モザイクタイル

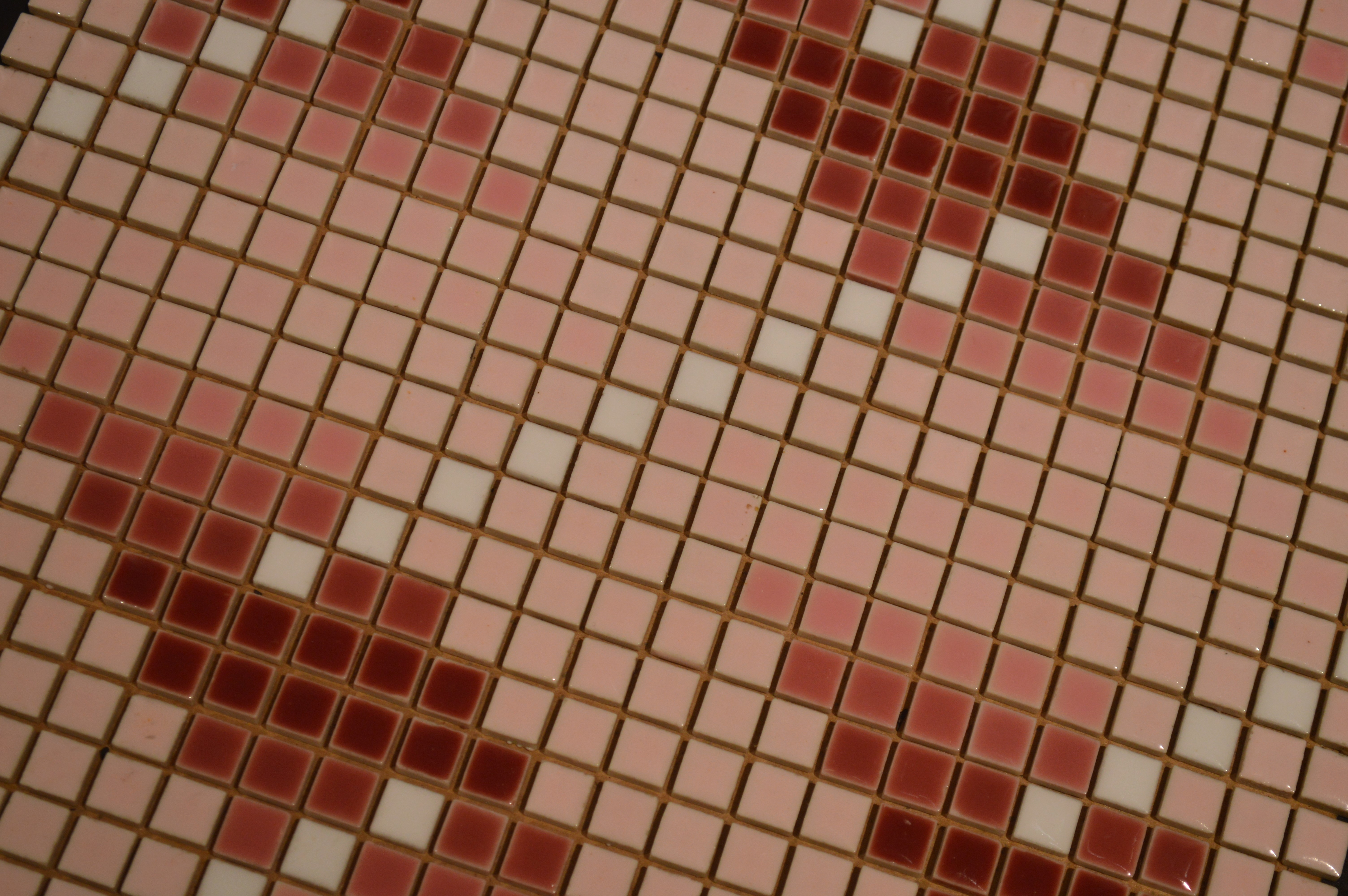
モザイクタイル

モザイクタイル（英語: Mosaic tile）とは、一般的に陶器製装飾用平物タイルを指す。
紀元前90年頃に作られ、ポンペイで発掘された、ナポリ国立美術館所蔵の「アレクサンドロス大王のイッソスの戦い」がモザイクタイルの代表作である。2世紀から3世紀頃にはローマ帝国全域に拡大し、全盛期を迎える。
2000年頃から現在にかけて45二丁をモザイクと呼ぶ場合がある。。内装タイルや外装タイルなどのような用途による分類ではなく、大きさによる分類である。施工しやすく台紙に複数のタイルを並べて連結したユニットの状態で販売されていることが多い。
昨今では、外装用モザイクタイル、50角、50二丁、50三丁などが主流である。建築材料として壁面や床面を保護するだけでなく、モザイクタイルアートと呼ばれる美術作品の材料にもなる。

## 特徴

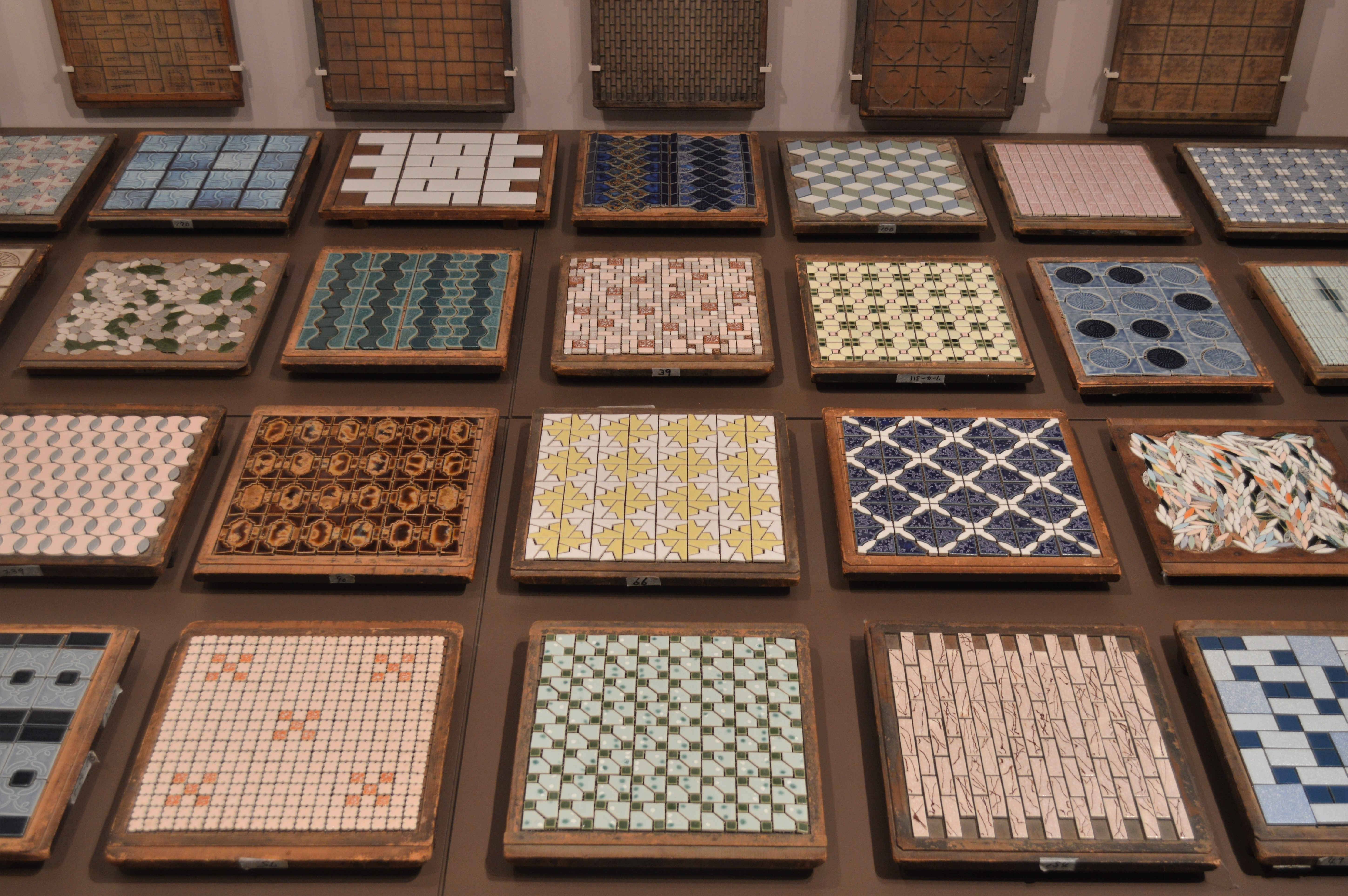
30センチメートル四方にユニット化されたモザイクタイル

装飾技法のモザイクのような施工を行うことができる。建材としてのモザイクタイルは一辺30センチメートル程度のシート状にユニット化されている場合が多い。小さいことから複雑な施工に適しており、また目地のおかげで滑り止め効果も高いため、浴室やトイレの床材として使用されることが多い。日本最大のモザイクタイル産地は岐阜県多治見市笠原町である。

## 歴史

### 初期

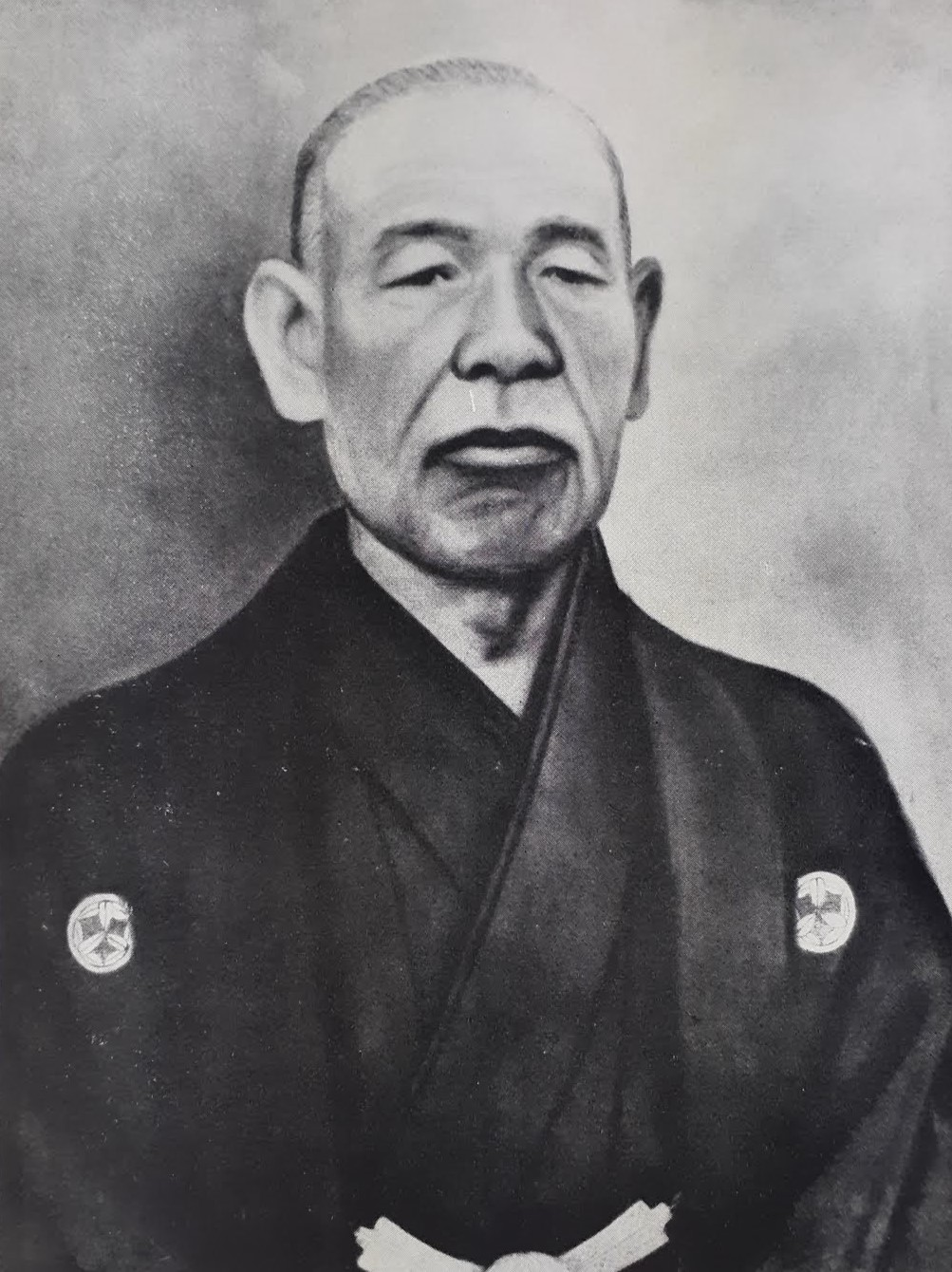
日本初のモザイクタイルを製造した伊奈初之丞

1910年（明治43年）に愛知県名古屋市で開催された第10回関西府県連合共進会に、常滑焼の産地である愛知県知多郡常滑町（現・常滑市）の伊奈初之丞が「陶製モザイク」という名称の日本初のモザイクタイルを出品した。1914年（大正3年）に東京府東京市で開催された東京大正博覧会には、佐治春蔵がマジョリカモザイク張瓦を出品した。その他には日本窯業株式会社もモザイクタイルを製造していたとされる。

### 戦前
明治時代や大正前期のモザイクタイルはわずかな生産量にとどまっていたが、第一次世界大戦後に生活水準や衛生観念が変化すると、公衆浴場の床面が木板から陶器敷瓦に変化するなどしたことで、モザイクタイルの需要が一気に増大したとされる。第一次世界大戦中には愛知県知多郡常滑町の伊奈製陶（後のINAX、現在のLIXIL）がタイルの量産に乗り出し、1924年（大正13年）の商品カタログでは4種類のモザイクタイルをそろえていた。大正末期の常滑町では多くの製陶所が陶器質モザイクタイルを製造していた。常滑町からやや遅れて、瀬戸焼の産地である愛知県東春日井郡瀬戸町（現・瀬戸市）でもモザイクタイルが製造されたが、色物主体の常滑町とは異なり瀬戸町は白色が基本だった。
1926年（大正15年）、美濃焼の産地である岐阜県土岐郡多治見町（現・多治見市）で加藤重保が設立した日本建陶が無釉モザイクタイルを製造し、これが美濃地方初のモザイクタイルとなった。1935年（昭和10年）頃、岐阜県土岐郡笠原町の山内逸三がモザイクタイルの生産技術を確立させた。愛知県知多郡常滑町、愛知県東春日井郡瀬戸町、岐阜県土岐郡多治見町や笠原町でモザイクタイルが集中的に生産されたが、モザイクタイルを専業とする製陶所は稀だった。1929年（昭和4年）12月4日、日本標準規格（旧JES）がモザイクタイルの形状や寸法を規格化した。戦前にはビルの内部の床面や一部の腰壁にモザイクタイルが用いられた。

### 戦後

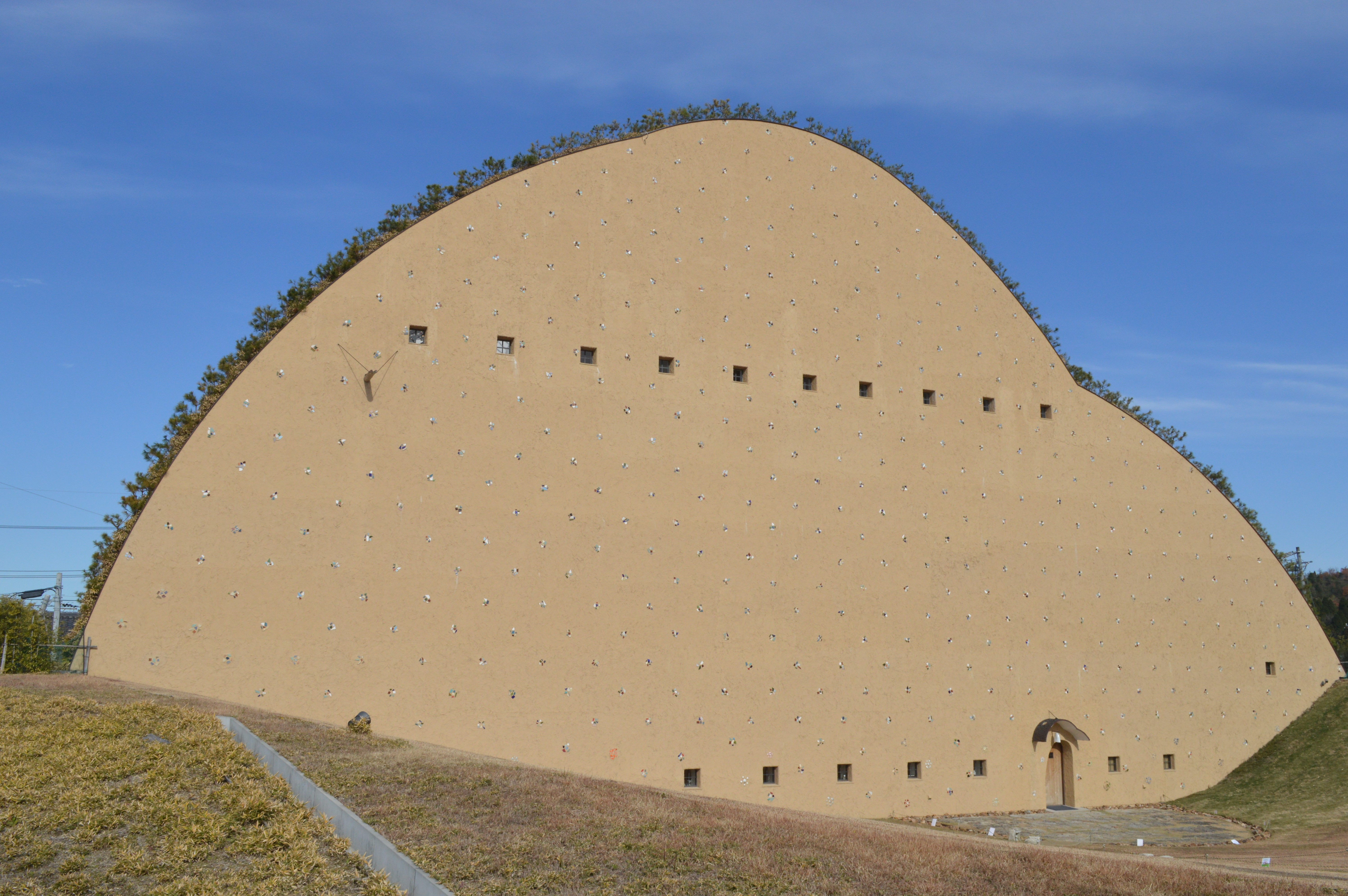
多治見市モザイクタイルミュージアム

戦後の1953年（昭和28年）には顔料を用いて発色させたカラコンモザイクタイルが登場した。同年には名古屋市の丸栄本店の外壁にモザイクタイルが使用され、以後は多数のビルの外壁に使用されるようになった。丸栄本店は村野藤吾が設計し、磁器無釉40角モザイクタイルが用いられている。高度経済成長期にはビルの建設ラッシュが起こり、1952年（昭和27年）に生み出された圧着工法によって普及した。昭和30年代がカラコンモザイクタイルの全盛期とされ、千葉県庁（1962年）や東京ヒルトンホテル（1963年）などが代表例とされる。
1970年（昭和45年）には早稲田大学理工学部教授の田村恭らによって、陶磁器質タイル張り工法近代化委員会（TKK委員会）が発足した。TKK委員会はモザイクタイルも含めて超高層ビルへのタイルの施工技術を普及させた。
2016年（平成28年）には多治見市笠原町にモザイクタイルを専門とする多治見市モザイクタイルミュージアムが開館した。

## 分類

### 形状による分類
- 正方形 - 最も一般的なモザイクタイルであり汎用性が高い。
- 円形（丸モザイク） - よく浴室の床面などに使用される。
- 六角形
- コラベル（ランタン型）
- その他異形状

### 用途による分類
- 台所・洗面所・トイレ・浴室の壁面
- トイレ・浴室の床面
- その他の床面
- キッチンなどの天板

### 素材による分類
- タイルモザイク - 陶磁器によるモザイクタイル。
- ガラスモザイク - ガラスによるモザイクタイル。
- 大理石モザイク（マーブルモザイク） - 天然大理石によるモザイクタイル。